# Ponte Alta
Ponte Alta este un oraș în Santa Catarina (SC), Brazilia.